# Vredesbeiaard (Aarschot)

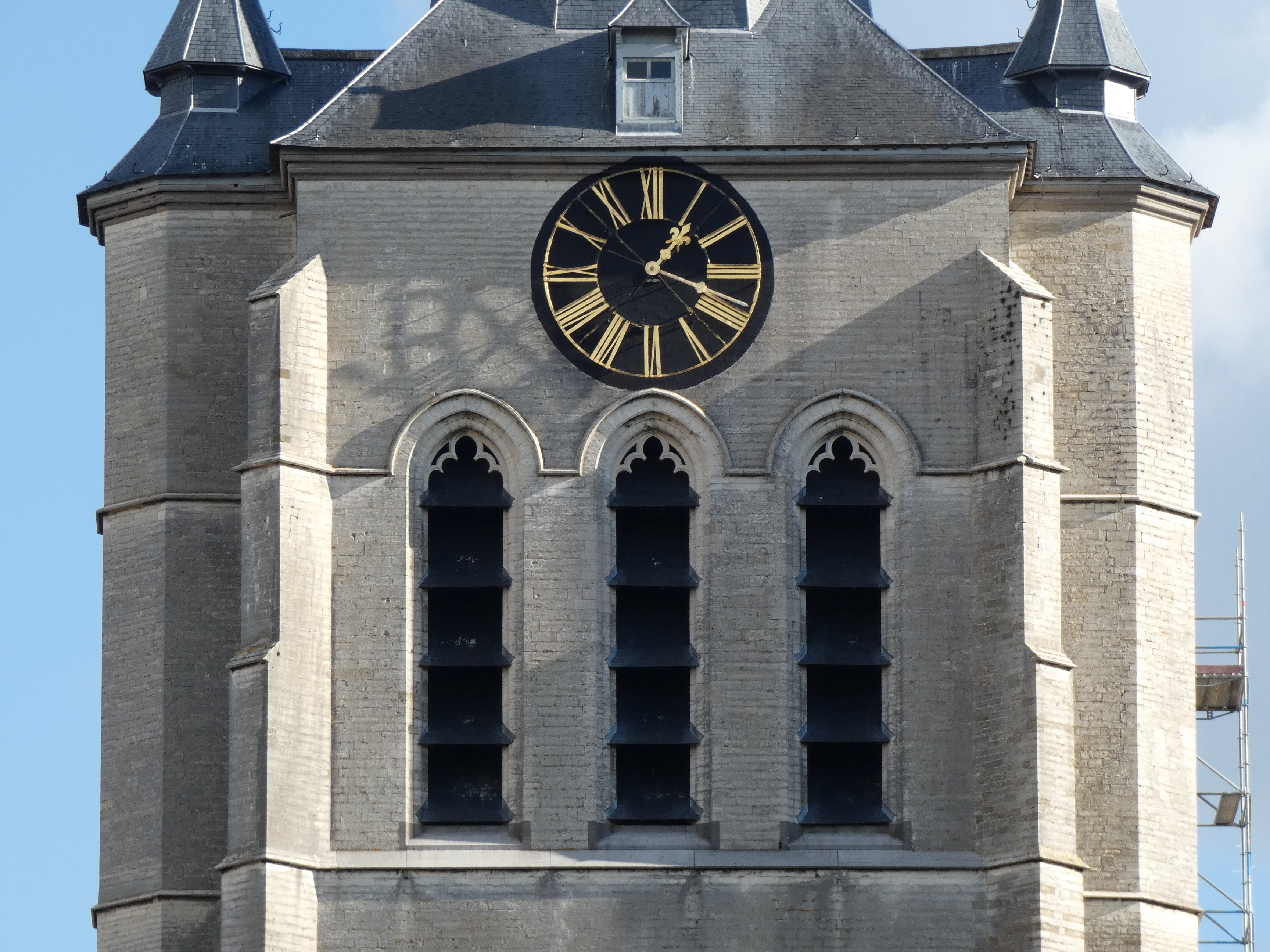
Achter de galmgaten van de toren bevindt zich de Vredesbeiaard.

De vredesbeiaard van Aarschot is een toreninstrument dat bestaat uit 51 gestemde bronzen klokken die verbonden zijn met een stokkenklavier. De beiaardcabine bevindt zich in de klokkenkamer van de Onze-Lieve-Vrouwetoren ter hoogte van de galmgaten. Op 11 november 2018 werd deze beiaard ingehuldigd naar aanleiding van 100 jaar einde van de Eerste Wereldoorlog.

## Geschiedenis
In 1937 werden plannen gesmeed om een nieuwe beiaard te plaatsen in de Onze-Lieve-Vrouwetoren. Die plannen werden opgeborgen toen de Tweede Wereldoorlog uitbrak.
In 2006 wordt door Z.E.H. Huub Gerits de start gegeven voor de bouw van de Vredesbeiaard die op 11 november 2018 werd ingespeeld.

## De oude beiaard (1578) en de Tachtigjarige Oorlog
In 1578 bezat Aarschot een welluidend beiaardspel met 12 klokken waarop alle mooie hymnen gespeeld konden worden.
In 1578 verdween de beiaard ten gevolge van de Tachtigjarige Oorlog die stad, parochie en kapittel teisterde. De beiaard werd vernietigd door Engelse en Schotse huursoldaten.

## Plannen voor een nieuwe beiaard (1937)
Op 24 augustus 1937 gaf Arthur L. Bigelow, stadsbeiaardier van Leuven, een beiaardconcert vanuit de Onze-Lieve-Vrouwetoren. Het Aarschotse Comité tot Bevordering van het Vreemdelingenverkeer nam initiatief om een nieuwe beiaard te plaatsen in de toren. Door de Tweede Wereldoorlog werden de plannen opgeborgen. 

## Plannen, bouw en plaatsing van de Vredesbeiaard (2006-2018)
Eind 2006 werd begonnen met een project voor de bouw van een nieuwe beiaard, onder impuls van pastoor Huub Gerits.  
In 2017 waren de plannen klaar op basis van het ontwerp van adviseur-beiaardier Marc Van Eyck en de beiaard werd gebouwd door klokkengieterij Eijsbouts (Asten).
De klokken werden op traditionele manier gegoten, de klokkenstoel werd centraal in de klokkenkamer geplaatst. 
In 2018 werden klokkenstoel, cabine en klokken ter hoogte van de galmgaten in de toren gebracht. De montage van de beiaard in de toren nam minder dan een maand in beslag. 
Op 1 maart 2019 werd het officiële klavier en de automaat gemonteerd en op 1 april 2019 in werking gesteld.

## Inhuldiging
Op 11 november 2018 werd de Vredesbeiaard ingespeeld door Jo Haazen, stadsbeiaardier van de Sint-Petrus-en-Sint-Pauluskathedraal van Sint-Petersburg. Een klokkenparade met praalwagens en meer dan 500 figuranten, onder impuls van Guillaume Alaerts, ging de inhuldiging vooraf.

## Oorlogsmonument
De Vredesbeiaard draagt de Vredesboodschap in 7 talen. Op elke klok van de nieuwe beiaard staat de vredesduif afgebeeld met zeven klokjes aan een olijftakje. Deze symboliseren de zeven martelaarsteden van België. De 51 klokken symboliseren het aantal landen die betrokken waren in Vlaanderen tijdens de Eerste Wereldoorlog.

## Samenstelling van de Vredesbeiaard
De klokkenDe Vredesbeiaard bevat 51 klokken waarvan twee historische luidklokken uit 1950 van klokkengieter François Sergeys (Leuven) en 49 nieuwe klokken uit 2018 van de klokkengieterij Eijsbouts (Asten).
VersieringenAlle klokken werden versierd met de vredesduif met de zeven klokjes aan een olijftakje. Op de sierranden wordt de Grote Markt van Aarschot afgebeeld na inval van het Duitse leger. In de vlammenzee zijn eveneens tranen te bespeuren. De afbeelding van Sint-Rochus verwijst naar de afbeelding van de verdwenen Sint-Rochusklok uit 1830 die de Duitsers in 1943 hebben meegenomen. De engel met lijkwade legt de band met de beiaard van de Sint-Geertruiabdij (Leuven). Op de grootste van de nieuwe klokken (Bes) staat een haiku van Herman Van Rompuy en vredesboodschappen in 6 talen: Nederlands, Frans, Engels, Duits, Japans, Chinees en Iers.
BeiaardklavierHet beiaardklavier is uitgevoerd volgens de Noord-Europese standaard. Elke toets is verbonden met een klok en de pedalen zijn doorverbonden met de toetsen. Zo kan de beiaardier de serie zwaardere klokken bespelen met een toets of een pedaal naar keuze. Het klavier is voorzien van een elektro-pneumatische automaat die zeer snel en accuraat muziek in midi-file kan spelen.

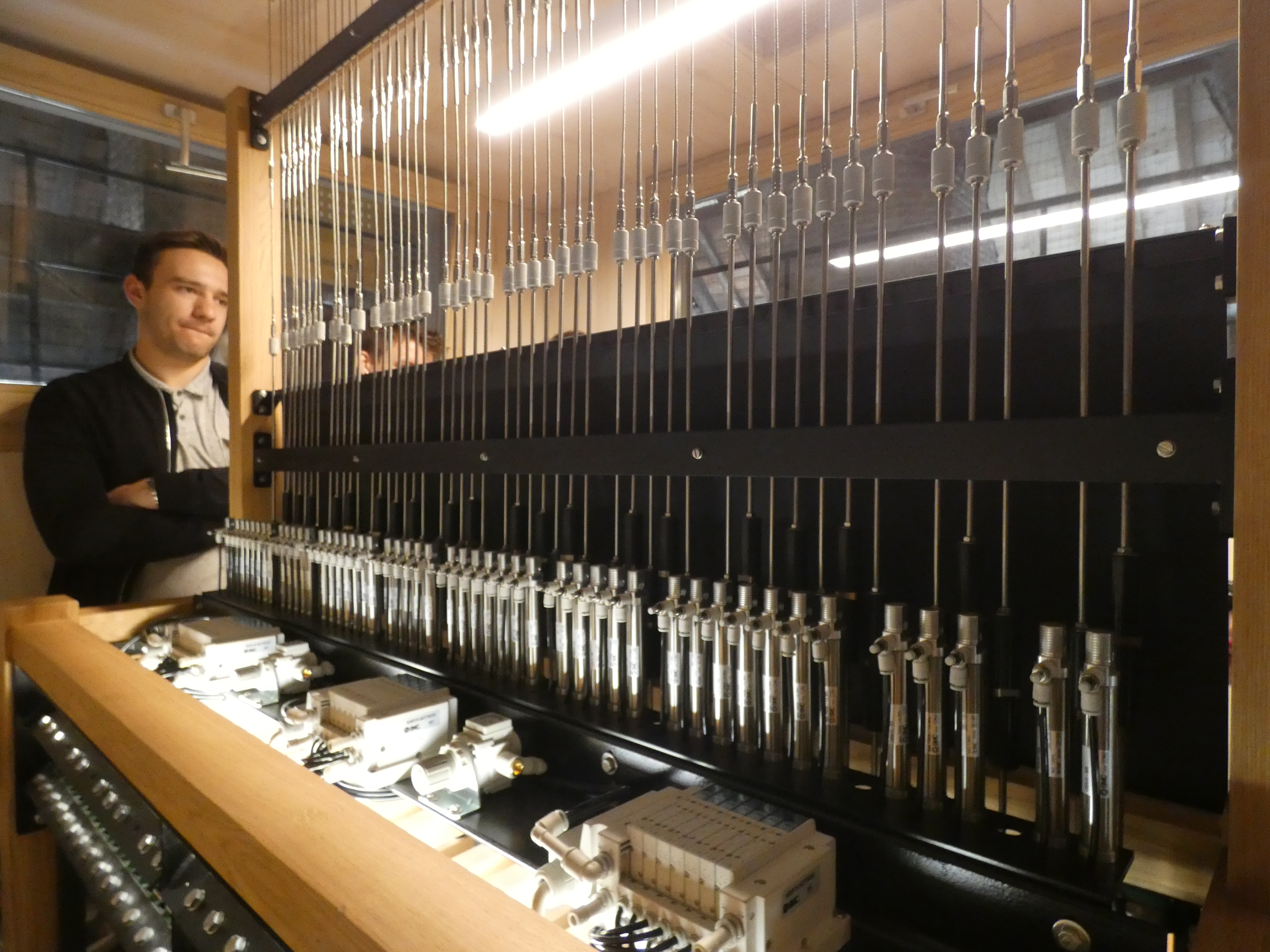
Zicht op de achterkant van het beiaardklavier van de Vredesbeiaard. Elke noot afzonderlijk beschikt over een stootzuiger die electro-pneumatisch wordt aangedreven.
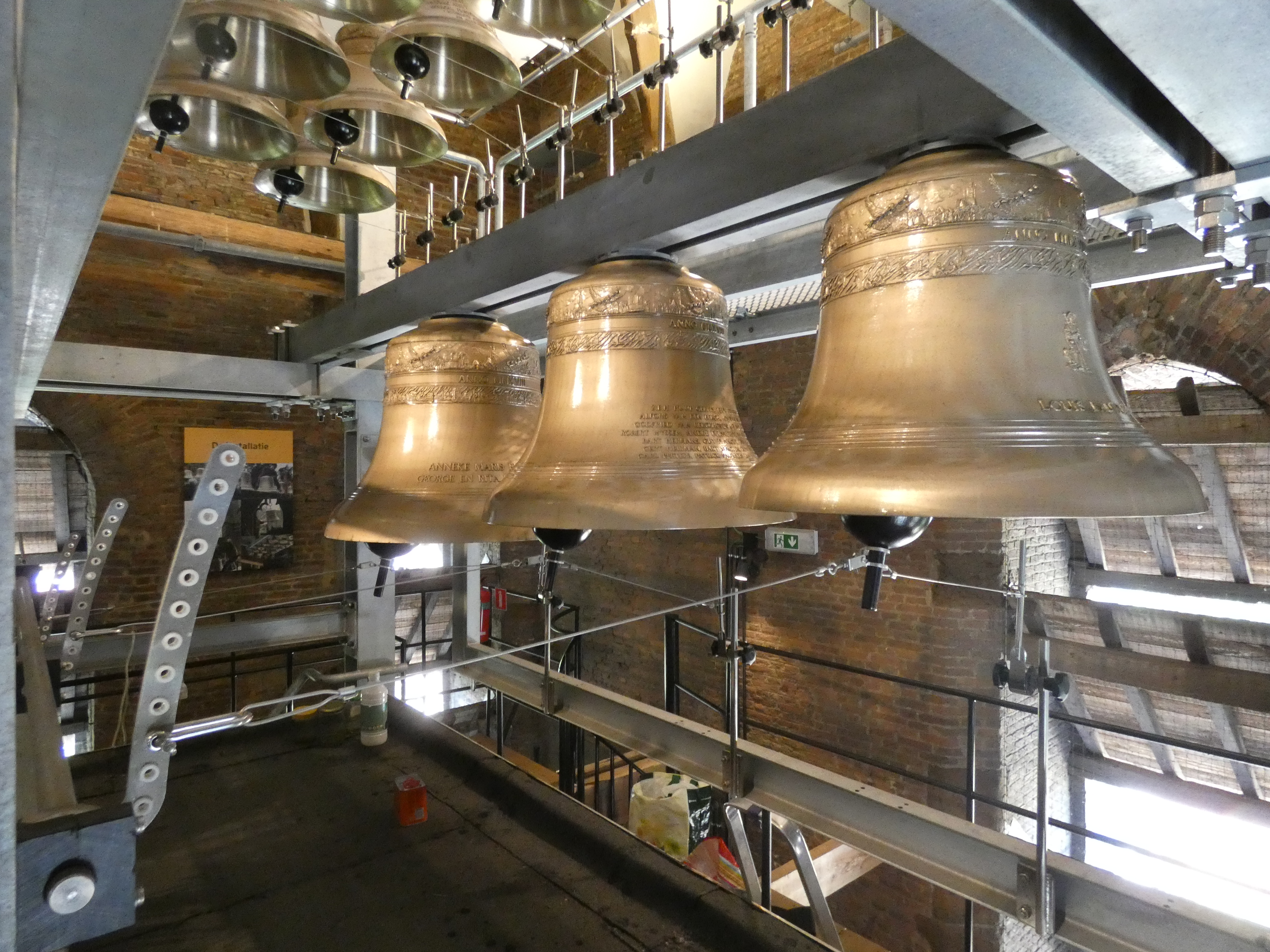
Zicht op de klokken van de Vredesbeiaard van Aarschot. Vooraan een tuimelaar volgens het VEMA-systeem, licht gebogen in functie van de afstand tot de klepel.
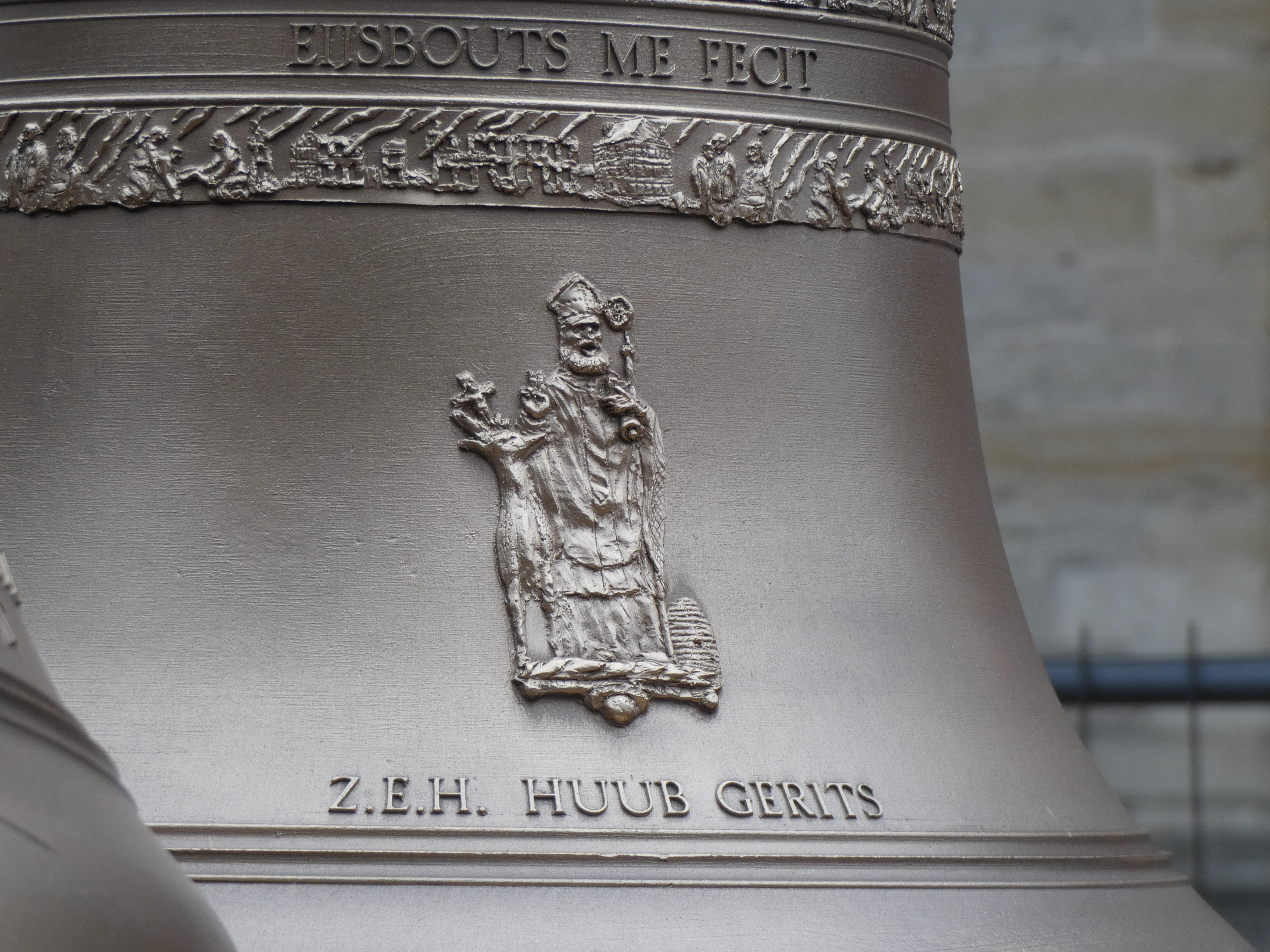
Detail van een klok van de Vredesbeiaard met de heilige Sint-Hubertus-Ambrosius, verwijzend naar de naam van Z.E.H. Huub Gerits en diens kloosternaam Ambrosius.
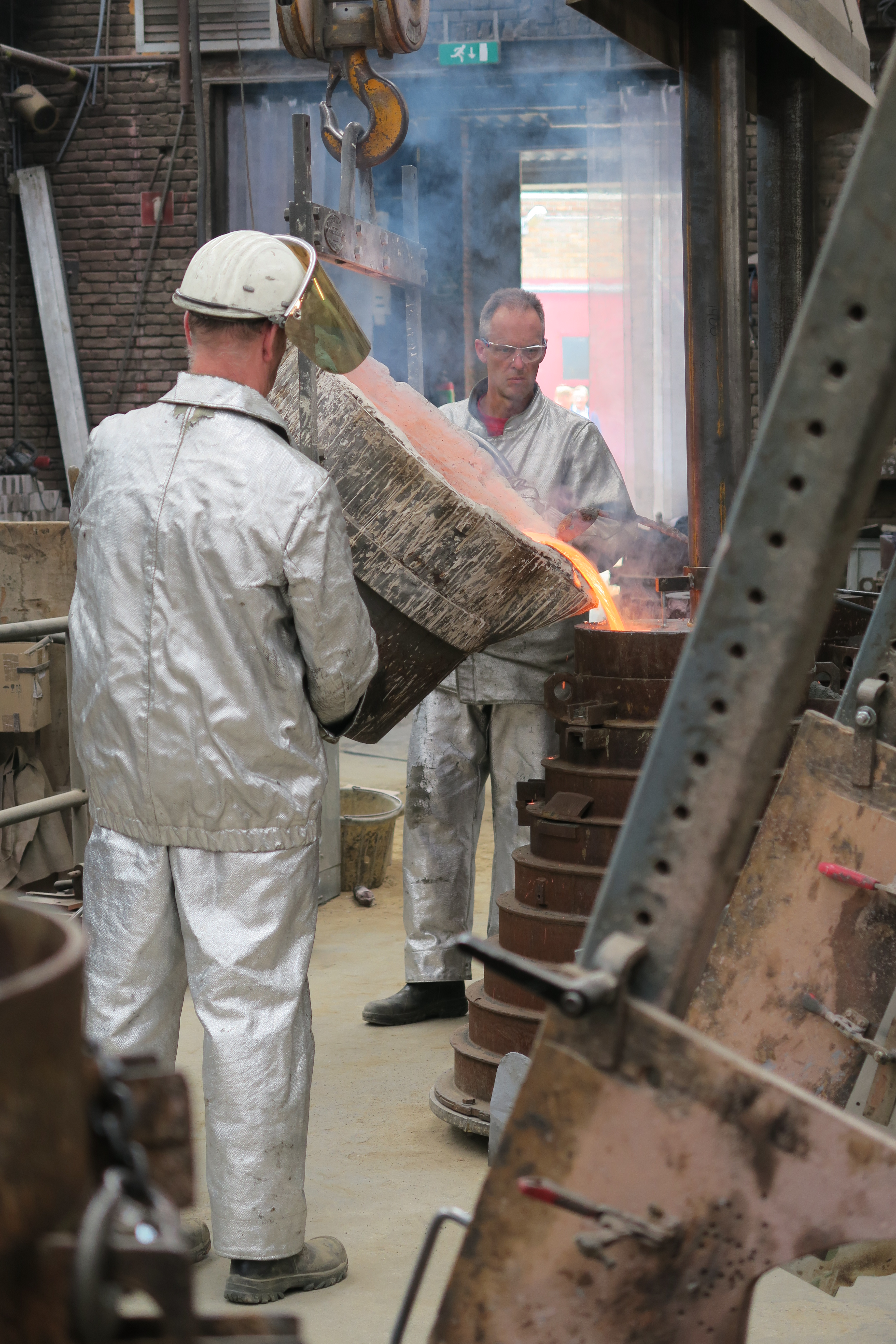
Gieten van een van de klokken van de Vredesbeiaard in de Koninklijke Eijsbouts Klokkengieterij te Asten in 2018. Het brons is zo warm dat het in de gietvorm loopt als water. De beschermkledij is noodzakelijk want het brons is meer dan 1100° heet.
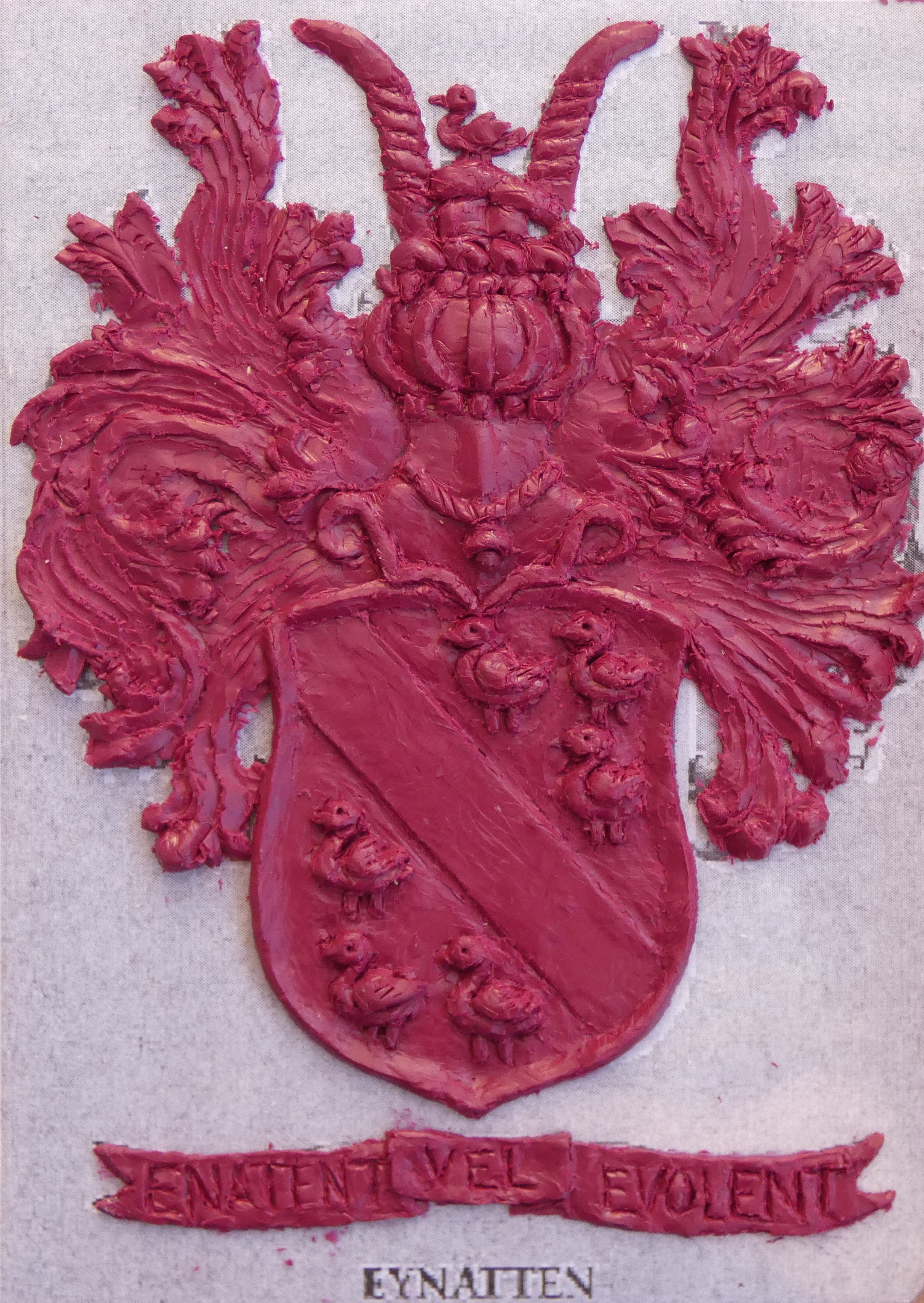
Ontwerp van sjabloon voor de beiaardklok van de familie Eynatten. Niet alleen voor de Vredesbeiaard van Aarschot in 2018 werd een klok gesponsord maar ook in 1686 schonk de familie een nieuwe klok.
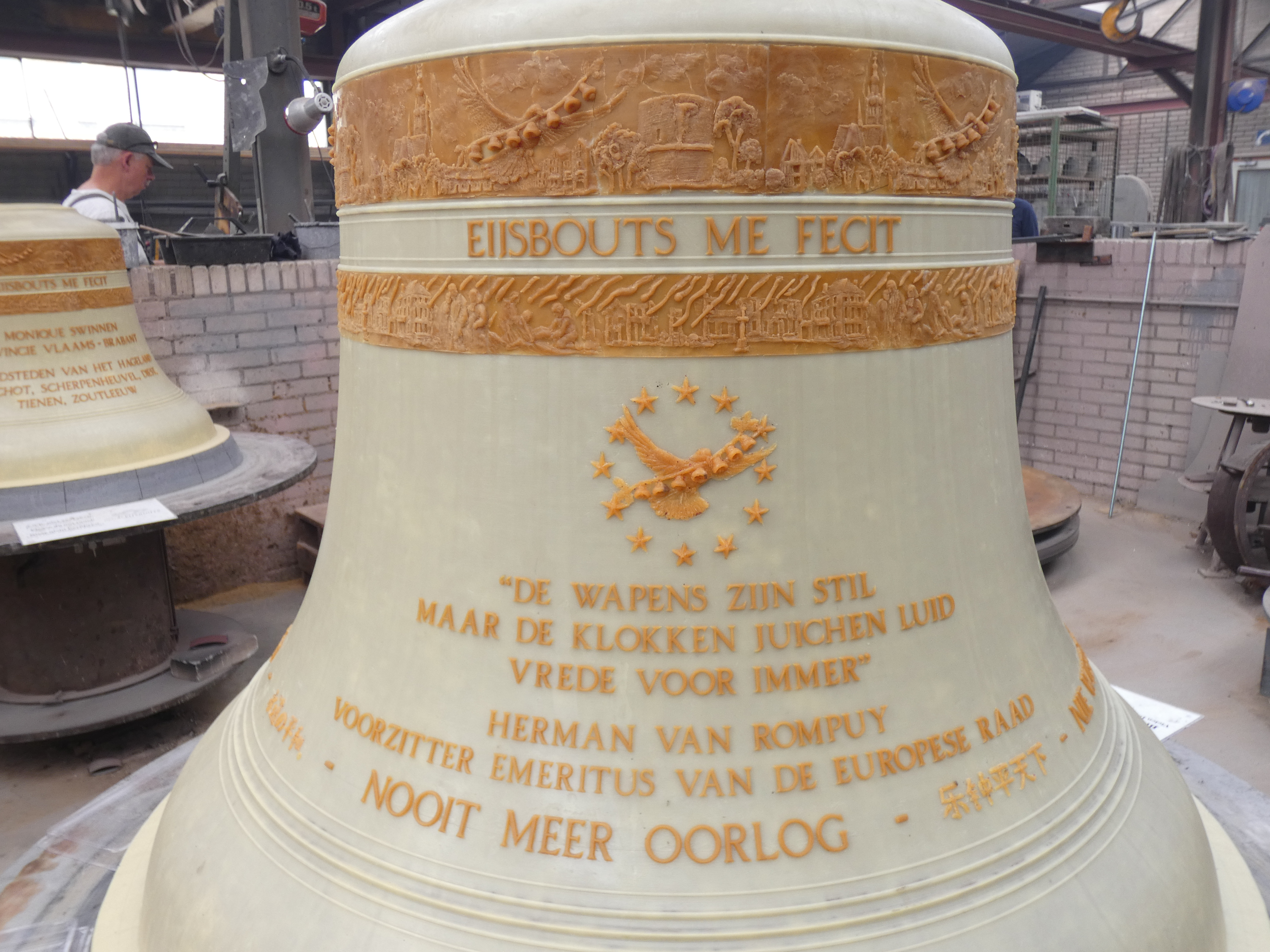
De zogeheten "valse" klok, gemaakt uit zand met een fijne waslaag. Hiervan wordt een negatieve afdruk gemaakt en die vorm dient als mal voor de echte klok. De valse klok wordt vernietigd en op de vrijgekomen plaats wordt het brons gegoten. Op de sierranden staat de vredesduif met de zeven klokjes aan een olijftak. De onderste sierrand vertelt over de gebeurtenissen tijdens de inval van het Duitse leger in Aarschot in augustus 1914.

## BKS-norm en VEMA-systeem
De vredesbeiaard werd volledig uitgevoerd volgens de BKS-norm (de Beiaard Kwaliteit Standaardnorm voor Nieuwe Beiaarden - Uitgave Kon. Beiaardschool 2001) met Vema-systeem.  
Het VEMA-systeem is een beiaardtransmissie met individueel gebogen verticale tuimelaars die traploos verstelbaar zijn met de hand. De bijhorende veren achter de klepel zijn drievoudig met de hand regelbaar (hoogte, sterkte en oploopkracht).